# Cofradía de la Flagelación del Señor (Segovia)
La Cofradía de la Flagelación del Señor es una cofradía católica de Segovia, Castilla y León, España. Tiene su sede canónica en la iglesia de la Resurrección del Señor.
La cofradía procesiona el Lunes Santo con la imagen del Santísimo Cristo de la Salud, Jueves Santo con el traslado de la imagen de La Flagelación del Señor a la Catedral de Segovia y el Viernes Santo, saliendo en la Procesión de los Pasos. Sus imágenes titulares son La Flagelación del Señor, de José Quixal y María Santísima de los Siete Dolores de Rafael Martín Hernández.

## Historia
El  conjunto escultórico fue adquirido en 1907, siendo obispo D. Julián Miranda, fue cedido al gremio de albañiles, canteros, carpinteros y pintores de la ciudad. La imagen salió en procesión por primera vez en 1930, siendo acompañada por la Cámara de Comercio, al inicio de la Segunda República hay un paréntesis en el que se suspenden las procesiones. En 1935, los Socios de Sindicatos Católicos de Oficios Varios acompañaron la imagen hasta 1940, año en el que paso a la custodia de los trabajadores de la Fábrica de Defensa Antigás.
En 1971, la imagen fue guardada en la Catedral hasta el 1 de febrero de 1988, en el que se fundó la Cofradía de la Resurrección del Señor "La Flagelación" y su banda de cornetas y tambores, la cual participó ese mismo año en la Procesión de los Pasos. La imagen era trasladada el Sábado de Pasión  hasta la capilla de la Resurrección del Señor, desde donde salía en procesión para incorporarse a la Procesión de los Pasos.
El 24 de diciembre de 2000, se inauguró la iglesia de la Resurrección del Señor, siendo cedida la imagen ese mismo día a la parroquia. En la Semana Santa de 2001, la imagen sale por primera vez desde su templo. La cofradía obtiene la talla de "María Santísima de los 7 Dolores", obra de Rafael Martín Hernández en 2020, siendo venerada en la Iglesia parroquial por primera vez el 14 de febrero de 2020 y bendecida en septiembre de 2022.
En 2025 la cofradía estrenó un nuevo hábito para los escoltas del paso.

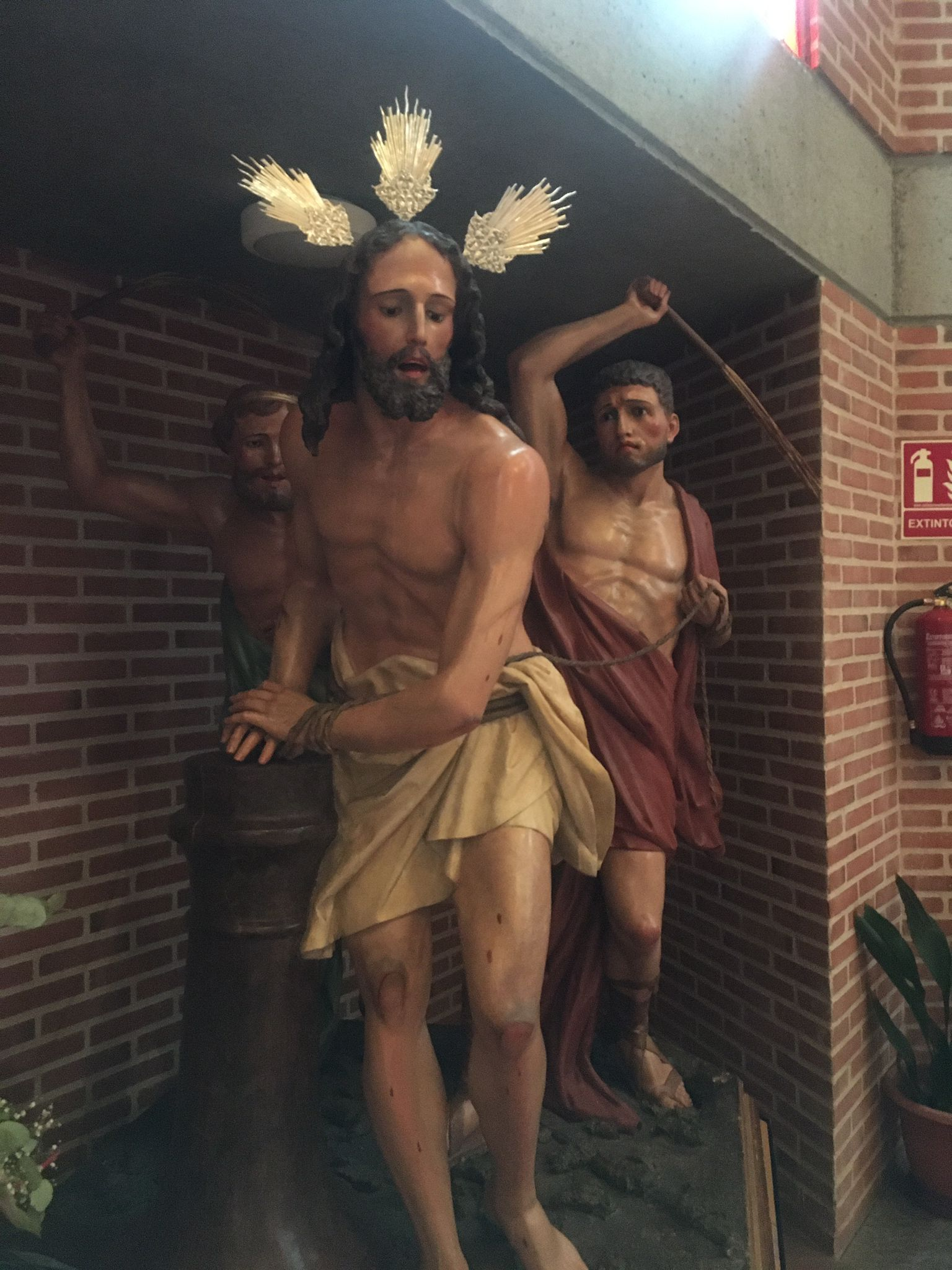
Imagen de la Flagelación del Señor en su sede canónica

## Pasos

### La Flagelación Del Señor

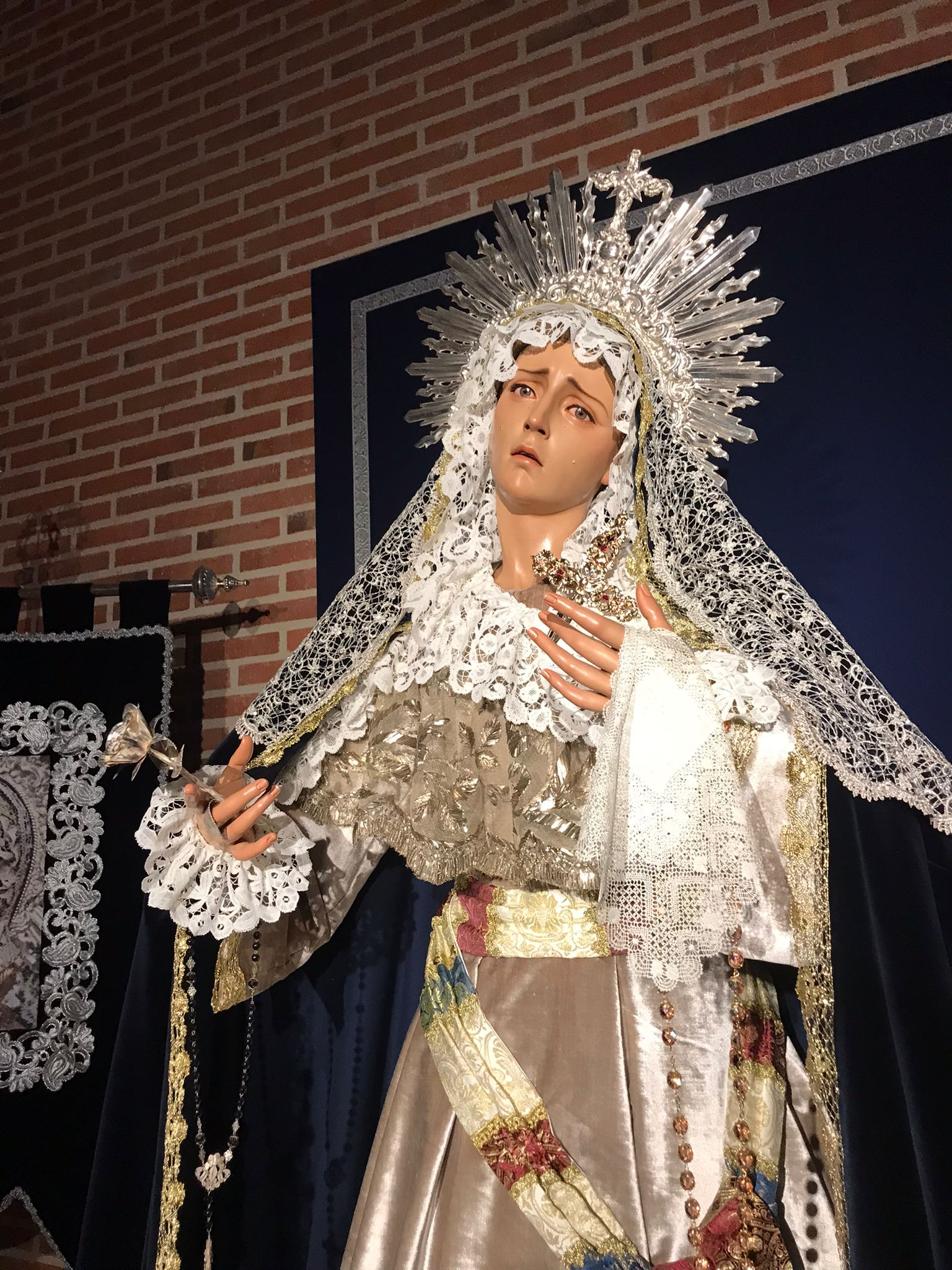
Talla de María Santísima de los 7 Dolores

La imagen es obra de José Quixal, de la escuela catalana. Fue traída a Segovia en 1907 junto a otros 7 pasos. El conjunto escultórico representa a Jesús semidesnudo, atado  a una columna mientras dos sayones lo azotan.

### María Santísima de los Siete Dolores
La imagen es una Virgen de candelero, obra del imaginero sevillano Rafael Martín Hernández, donada en 2020 por una feligresa para la cofradía. La talla mide 1,78 metros y está realizada en madera de cedro policromada al oleo. Representa a la Virgen María en su advocación de dolorosa, cuenta con diversos mantos, algunos de bastante valor histórico, con encajes del siglo XIX. Actualmente no cuenta con paso en si, por lo que no sale en procesión. 

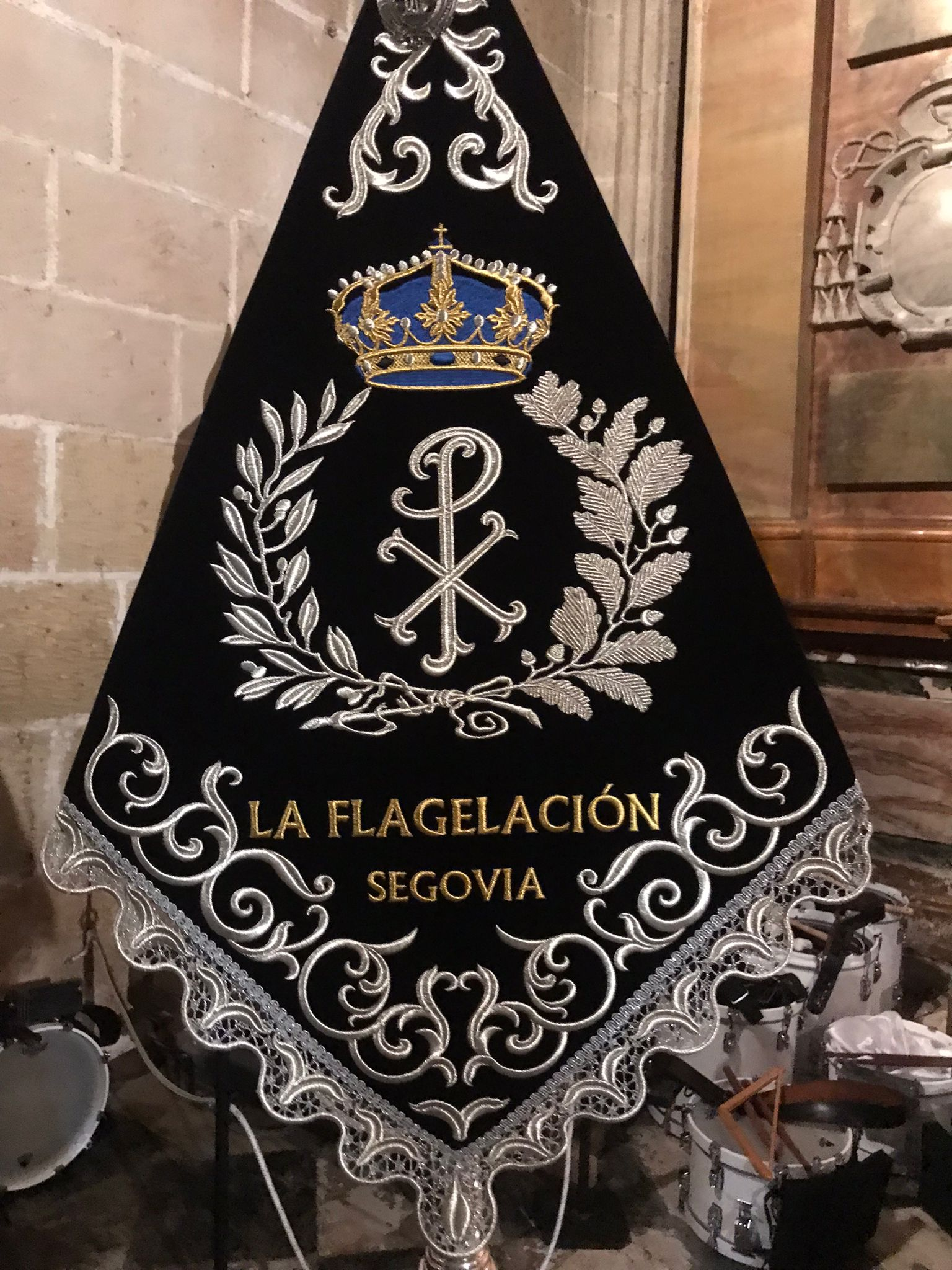
Estandarte de la banda de la Cofradía de la Flagelación de Nuestro Señor

## Hábito

### Nazarenos y escoltas de paso
Los nazarenos de la cofradía visten un hábito morado, junto con caperuz y cíngulo blancos. Los escoltas de paso usan un hábito morado, junto con escapulario blanco, caperuz blanco más largo que el de los nazarenos con el escudo de la cofradía bordado y cíngulo blanco.

### Músicos
Durante las procesiones, los músicos usan hábito de color morado oscuro, junto con capucha blanca con un crismón bordado y cinturón blanco.

## Acompañamiento
La cofradía es acompañada por la Banda de cornetas y tambores titular de la cofradía. Su traje de gala se compone de pantalones negros, chaqueta negra con solapa morada y bordes blancos, cola negra con bordes morados, puños y cuello morado con borde blanco; y gorra de plato.